# ベス・フラワーズ
ベス・フラワーズ（Bess Flowers、1898年11月23日 - 1984年7月28日）は、アメリカ合衆国の女優。

## 出演作品
- さらばポンペイ
- 大空の戦士　サンダーバード
- 緑の灯
- リンダ